# Konstantin holland királyi herceg
Konstantin holland herceg (teljes nevén Constantijn Christof Frederik Aschwin, Prins der Nederlanden, Prins van Oranje-Nassau, Jonkheer van Amsberg) (Utrecht, 1969. október 11. –) az Oránia–Nassaui házból született herceg Vilmos Sándor holland király öccse, Beatrix holland királynő harmadik gyermeke.

## Élete
Az Eerste Vrijzinnig Christelijk Lyceumban érettségizett 1987-ben, majd jogtudományt tanult a leideni egyetemen. 2004 és 2010 között a RAND Europe cégben dolgozott Brüsselben. Majd az Európai Unió biztosánál, Neelie Kroesnél dolgozott.

## Fordítás
Ez a szócikk részben vagy egészben  a   Constantijn der Nederlanden című holland Wikipédia-szócikk ezen változatának fordításán alapul.  Az eredeti cikk szerkesztőit annak laptörténete sorolja fel. Ez a jelzés csupán a megfogalmazás eredetét és a szerzői jogokat jelzi, nem szolgál a cikkben szereplő információk forrásmegjelöléseként.